# Flaked
Flaked è una serie televisiva ideata da Will Arnett e Mark Chappell per Netflix.
Una prima stagione di otto episodi è stata pubblicata interamente l'11 marzo 2016. Nel luglio del 2016 la serie è stata rinnovata per una seconda stagione composta da 6 episodi che è stata interamente pubblicata il 2 giugno 2017.

## Trama
A Venice Beach, Chip, un quarantenne single, vede la sua vita sconvolta dall'arrivo di una giovane donna di nome London.

## Episodi
| Stagioni         | Episodi | Pubblicazione USA | Pubblicazione Italia |
| ---------------- | ------- | ----------------- | -------------------- |
| Prima stagione   | 8       | 2016              | 2016                 |
| Seconda stagione | 6       | 2017              | 2017                 |

## Personaggi e interpreti

### Personaggi principali
- Chip, interpretato da Will Arnett.
- Dennis, interpretato da David Sullivan.
- London, interpretata da Ruth Kearney.
- Kara, interpretata da Lina Esco.
- Cooler, interpretato da George Basil.

### Personaggi secondari
- Stefan, interpretato da Travis Mills.
- Savannah, interpretato da Jillian Nelson.
- Impiegata Gomez, interpretata da Minerva García.
- Chris Gaines, interpretato da Peter Giles.
- Uno, interpretato da Jeff Daniel Phillips.
- Volontaria  Save, interpretata da Sandra Rosko.
- Jackie, interpretato da Kirstie Alley.
- David, interpretato da Daniel Bonjour.
- Tilly, interpretata da Heather Graham.
- Marcus, interpretato da Farley Jackson.
- Vanessa Weiss, interpretata da Seana Kofoed.
- Brooke, interpretata da Annika Marks.
- Cassia, interpretata da Beth Rowe.
- Mike, interpretato da Richard Whiten.
- Oscar, interpretato da Cornell Womack.